# Mistrzostwa Europy Juniorów w Lekkoatletyce 2003
17. Mistrzostwa Europy Juniorów w Lekkoatletyce – zawody lekkoatletyczne dla sportowców do lat 19 zorganizowane przez European Athletic Association w roku 2003. Gospodarzem mistrzostw, które odbywały się między 24 a 27 lipca, było fińskie miasto Tampere. Areną zmagań sportowców był Ratinan stadion.

## Rezultaty

### Mężczyźni
| Konkurencja:          | Złoto:                                                                           | Złoto:   | Srebro:                                                                       | Srebro:  | Brąz:                                                                                    | Brąz:    |
| --------------------- | -------------------------------------------------------------------------------- | -------- | ----------------------------------------------------------------------------- | -------- | ---------------------------------------------------------------------------------------- | -------- |
| 100 m                 | Leon Baptiste                                                                    | 10,50    | Till Helmke                                                                   | 10,52    | Monu Miah                                                                                | 10,54    |
| 200 m                 | Sebastian Ernst                                                                  | 20,63    | Roman Smirnow                                                                 | 20,86    | Till Helmke                                                                              | 20,86    |
| 400 m                 | Dimítrios Grávalos                                                               | 46,54    | Kamghe Gaba                                                                   | 46,63    | Piotr Kędzia                                                                             | 46,69    |
| 800 m                 | René Bauschinger                                                                 | 1:46,43  | David Fiegen                                                                  | 1:49,91  | Ireneusz Sekretarski                                                                     | 1:49,97  |
| 1500 m                | Bartosz Nowicki                                                                  | 3:45,01  | Thomas Lancashire                                                             | 3:45,60  | Olle Walleräng                                                                           | 3:46,17  |
| 5000 m                | Anatolij Rybakow                                                                 | 14:13,41 | Marius Ionescu                                                                | 14:16,12 | Cristinel Irimia                                                                         | 14:17,30 |
| 10000 m               | Marius Ionescu                                                                   | 29:40,41 | Aleksiej Rieunkow                                                             | 29:40,80 | Mohammed Bashir                                                                          | 29:42,42 |
| 3000 m z przeszkodami | Ruben Schwarz                                                                    | 8:46,21  | Maricel Ionascu                                                               | 8:53,31  | Christoforos Meroussis                                                                   | 8:55,69  |
| 110 m przez płotki    | Bano Traoré                                                                      | 13,95    | Andreas Kundert                                                               | 14,18    | Kai Doskoczynski                                                                         | 14,26    |
| 400 m przez płotki    | Rhys Williams                                                                    | 51,15    | Mohamed Atig                                                                  | 51,46    | Rupert Gardner                                                                           | 51,83    |
| Chód na 10000 m       | Władimir Parwatkin                                                               | 41:33,55 | Michal Blažek                                                                 | 41:54,66 | Francisco Arcilla                                                                        | 42:06,15 |
| Skok wzwyż            | Jaroslav Bába                                                                    | 2,28     | Aleksiej Dmitrik                                                              | 2,26     | Linus Thörnblad                                                                          | 2,23     |
| Skok o tyczce         | Vincent Favretto                                                                 | 5,50     | Artiom Kupcow                                                                 | 5,50     | Fabian Schulze                                                                           | 5,40     |
| Skok w dal            | Nelson Évora                                                                     | 7,83     | Christian Kaczmarek                                                           | 7,81     | Tim Riedel                                                                               | 7,65     |
| Trójskok              | Nelson Évora                                                                     | 16,43    | Dmitrij Decuk                                                                 | 16,13    | Jewhen Semenenko                                                                         | 16,04    |
| Pchnięcie kulą        | Magnus Lohse                                                                     | 20,28    | Anton Lubosławski                                                             | 20,10    | Georgi Iwanow                                                                            | 19,94    |
| Rzut dyskiem          | Erik Cadée                                                                       | 60,42    | Martin Marić                                                                  | 58,59    | Andreas Porth                                                                            | 58,45    |
| Rzut młotem           | Lorenzo Povegliano                                                               | 72,72    | Kamilius Bethke                                                               | 72,60    | Andriej Azarienkow                                                                       | 72,10    |
| Rzut oszczepem        | Teemu Wirkkala                                                                   | 79,90    | Tero Järvenpää                                                                | 73,66    | Antti Ruuskanen                                                                          | 72,87    |
| 4 × 100               | Wielka Brytania · Andrew Matthews, · Lawrence Oboh, · Monu Miah, · Leon Baptiste | 40,37    | Niemcy · Martin Lohmann, · Kai Doskoczynski, · Sebastian Ernst, · Till Helmke | 40,41    | Francja · Cédric Fagris, · Jean-Paul Fernandez, · Guillaume Wallard, · Eddy De Lépine    | 40,50    |
| 4 × 400               | Niemcy · Lars Förster, · Thomas Wilhelm, · Christoph Gernand, · Kamghe Gaba      | 3:08,31  | Polska · Łukasz Pryga · Karol Grzegorczyk · Rafał Błocian · Piotr Kędzia      | 3:08,62  | Rosja · Konstantin Swieczkar, · Maksim Aleksandrenko, · Iwan Kozhukhar, · Dmitrij Szubin | 3:08,81  |
| Dziesięciobój         | Nicklas Wiberg                                                                   | 7604     | Aleksiej Sysojew                                                              | 7531     | Steffen Willwacher                                                                       | 7497     |

### Kobiety
| Konkurencja:          | Złoto:                                                                                   | Złoto:    | Srebro:                                                                              | Srebro:   | Brąz:                                                                                | Brąz:     |
| --------------------- | ---------------------------------------------------------------------------------------- | --------- | ------------------------------------------------------------------------------------ | --------- | ------------------------------------------------------------------------------------ | --------- |
| 100 m                 | Iwet Łałowa                                                                              | 11,43     | Véronique Mang                                                                       | 11,56     | Jade Lucas Read                                                                      | 11,60     |
| 200 m                 | Iwet Łałowa                                                                              | 22,88     | Jenny Ljunggren                                                                      | 23,35     | Virginie Michanol                                                                    | 23,36     |
| 400 m                 | Marija Driachłowa                                                                        | 52,65     | Joanne Cuddihy                                                                       | 53,62     | Christine Ohuruogu                                                                   | 54,21     |
| 800 m                 | Simona Barcău                                                                            | 2:02,76   | Charlotte Moore                                                                      | 2:03,40   | Jemma Simpson                                                                        | 2:03,42   |
| 1500 m                | Nela Neporadna                                                                           | 4:12,57   | Dani Barnes                                                                          | 4:16,91   | Corina Dumbrăvean                                                                    | 4:17,56   |
| 3000 m                | Inna Poluskina                                                                           | 9:07,85   | Binnaz Uslu                                                                          | 9:23,10   | Adrienne Herzog                                                                      | 9:26,01   |
| 5000 m                | Silvia La Barbera                                                                        | 15:52,20  | Inna Poluskina                                                                       | 15:55,69  | Charlotte Dale                                                                       | 16:07,26  |
| 100 m przez płotki    | Sophie Krauel                                                                            | 13,28     | Symone Belle                                                                         | 13,53     | Sabrina Altermatt                                                                    | 13,59     |
| 400 m przez płotki    | Jekatierina Kostieckaja                                                                  | 57,52     | Irina Obiedina                                                                       | 57,57     | Zuzana Hejnová                                                                       | 58,30     |
| Chód na 10 000 m      | Irina Pietrowa                                                                           | 47:12,77  | Anna Bragina                                                                         | 47:17,56  | Ana Cabecinha                                                                        | 47:36,15  |
| 2000 m z przeszkodami | Catalina Oprea                                                                           | 6:21,78   | Ancuţa Bobocel                                                                       | 6:32,03   | Jekatierina Biespałowa                                                               | 6:35,11   |
| Skok wzwyż            | Ariane Friedrich                                                                         | 1,88      | Aileen Herrmann                                                                      | 1,86      | Emma Green                                                                           | 1,86      |
| Skok o tyczce         | Silke Spiegelburg                                                                        | 4,15      | Floé Kühnert                                                                         | 4,15      | Aleksandra Kiriaszowa                                                                | 4,15      |
| Skok w dal            | Sophie Krauel                                                                            | 6,47      | Adina Anton                                                                          | 6,46      | Daniela Lincoln-Saavedra                                                             | 6,35      |
| Trójskok              | Anastazja Taranowa                                                                       | 13,61     | Cristine Spătaru                                                                     | 13,54     | Swietłana Bolszakowa                                                                 | 13,37     |
| Pchnięcie kulą        | Anna Awdiejewa                                                                           | 16,71     | Julija Leanciuk                                                                      | 16,29     | Petra Lammert                                                                        | 16,16     |
| Rzut dyskiem          | Ulrike Giesa                                                                             | 53,75     | Nadine Müller                                                                        | 53,44     | Daria Piszczalnikowa                                                                 | 52,39     |
| Rzut młotem           | Katarzyna Kita                                                                           | 66,08     | Maria Smaliaczkowa                                                                   | 65,89     | Berta Castells                                                                       | 65,64     |
| Rzut oszczepem        | Julia Zandt                                                                              | 56,96     | Mareike Rittweg                                                                      | 54,74     | Ilze Gribule                                                                         | 52,76     |
| 4 × 100               | Francja · Natacha Vouaux, · Lina Jacques-Sébastien, · Aurélie Kamga, · Veronique Mang    | 44,60     | Wielka Brytania · Anyika Onuora, · Kadi-Ann Thomas, · Amy Spencer, · Jade Lucas-Read | 44,81     | Finlandia · Siina Pylkkä, · Elina Korjansalo, · Sari Keskitalo, · Elisa Hakamäki     | 45,00     |
| 4 × 400               | Rosja · Tatiana Popowa, · Jekaterina Kostetskaja, · Jelena Migunowa, · Marija Driachłowa | 3:33,48   | Francja · Doura Jémaa, · Thélia Sigčre, · Rose Ndje, · Virginie Michanol             | 3:37,78   | Wielka Brytania · Christine Ohuruogu, · Sian Scott, · Vicky Griffiths, · Gemma Nicol | 3:38,96   |
| Siedmiobój            | Olga Lewienkowa                                                                          | 5748 pkt. | Kathrin Geissler                                                                     | 5631 pkt. | Anna Kriażewa                                                                        | 5603 pkt. |

## Klasyfikacja medalowa
| Klasyfikacja medalowa | Klasyfikacja medalowa | Klasyfikacja medalowa | Klasyfikacja medalowa | Klasyfikacja medalowa | Klasyfikacja medalowa |
| --------------------- | --------------------- | --------------------- | --------------------- | --------------------- | --------------------- |
| Miejsce               | Kraj                  |                       |                       |                       |                       |
| 1                     | Niemcy                | 9                     | 10                    | 7                     | 26                    |
| 2                     | Rosja                 | 9                     | 8                     | 7                     | 24                    |
| 3                     | Wielka Brytania       | 4                     | 5                     | 8                     | 17                    |
| 4                     | Rumunia               | 3                     | 5                     | 2                     | 10                    |
| 5                     | Francja               | 3                     | 3                     | 2                     | 8                     |
| 6                     | Szwecja               | 2                     | 1                     | 4                     | 7                     |
| 7                     | Polska                | 2                     | 1                     | 2                     | 5                     |
| 8                     | Bułgaria              | 2                     | 0                     | 1                     | 3                     |
| 8                     | Portugalia            | 2                     | 0                     | 1                     | 3                     |
| 10                    | Włochy                | 2                     | 0                     | 0                     | 2                     |
| 11                    | Finlandia             | 1                     | 1                     | 2                     | 4                     |
| 12                    | Łotwa                 | 1                     | 1                     | 1                     | 3                     |
| 13                    | Czechy                | 1                     | 0                     | 1                     | 2                     |
| 13                    | Holandia              | 1                     | 0                     | 1                     | 2                     |
| 13                    | Ukraina               | 1                     | 0                     | 1                     | 2                     |
| 16                    | Grecja                | 1                     | 0                     | 0                     | 1                     |
| 17                    | Białoruś              | 0                     | 3                     | 0                     | 3                     |
| 18                    | Szwajcaria            | 0                     | 1                     | 1                     | 2                     |
| 19                    | Chorwacja             | 0                     | 1                     | 0                     | 1                     |
| 19                    | Irlandia              | 0                     | 1                     | 0                     | 1                     |
| 19                    | Luksemburg            | 0                     | 1                     | 0                     | 1                     |
| 19                    | Słowacja              | 0                     | 1                     | 0                     | 1                     |
| 19                    | Turcja                | 0                     | 1                     | 0                     | 1                     |
| 24                    | Hiszpania             | 0                     | 0                     | 2                     | 2                     |
| 25                    | Dania                 | 0                     | 0                     | 1                     | 1                     |